# Prvić
Prvić (olaszul: Provicchio) egy sziget az Adriai-tengerben, Horvátországban, a Šibeniki-szigetcsoportban.

## Fekvése
Prvić szigete Šibenik központjától 7 km-re nyugatra, községközpontjától 4 km-re délre fekszik. Területe 2,41 km², lakossága 392 fő (2011). A sziget 3 km hosszú és 1,4 km széles. A partvonal hossza 10,6 km. Az északnyugat-délkeleti, dinári irányban húzódik. Keleten a szárazföld (1 km-re), nyugaton a Tijat-sziget, délkeleten Zlarin szigete húzódik mellette. Délkeleti partja mentén fekszik Lupac szigete. 

## Kőzetei
Prvić felső-krétakori dolomitból épül fel. Mészkő egyáltalán nincs a szigeten, így Prvić annak a kevés horvát szigetnek egyike, ahol a karsztra jellemző domborzat hiányzik. 

## Gazdaság
A szigeten szőlőt, fügét és olajbogyót termesztenek, de a helyieknek kisebb szántóföldjeik vannak a szomszédos szárazföldön (Srima, Vodice, Tribunj, Tisno településeken) is. A mezőgazdaság mellett jelentőd a halászat és az idegenforgalom. Kompjáratok kötik össze Šibenik és Vodice városokkal, valamint Zlarin szigetével. 

## Népesség
A szigeten két település található: Prvić Šepurine (229 lakos) és Prvić Luka (163 lakos).

## Története
Prvić szigetének első lakói valószínűleg remeték voltak. A feltételezések szerint a 13. században bencés szerzetesek telepedtek itt meg. Erre utal az a korabeli forrás, mely szerint 1267-ben a spliti püspök megbüntette „Santa Maria de Insula” apátját, mert a rend szabályait felrúgva egyedül élt itt. Ivan Lučić a 17. századi horvát történetíró is arról ír, hogy a szigeten egy Szűz Máriának szentelt kolostor állt, de más írásos forrás ezt nem erősíti meg. Petar Kaer régész szerint a mai Szent Rókus templom temetője területén növényi ornamentikával díszített töredékek kerültek elő, melyből szintén arra következtetett, hogy itt egykor bencés kolostor állt. Később, a 15. századtól nemesi családok nyaralóhelye volt. Különösen a nagyobb járványok idején menekültek ide gazdag šibeniki családok, hogy átvészeljék a vészterhes időket. A ferences harmadrend šibeniki szerzetesei a dózse beleegyezésével 1461-ben telepedtek meg itt. Kolostoruk helyéül egy a Santa Maria-öbölben fekvő sziklás területet jelöltek ki számukra, melyet abban az időben Kamiknak neveztek. A kolostort többször is átépítették. Az 1881. december 1-jén kitört tűzvészben teljesen leégett, mely után teljesen újjá kellett építeni. Az Irgalmas Szűzanya tiszteletére szentelt ferences templomot a kolostorral egy időben építették. A sziget lakossága idővel növekedett, melyben különösen a török hódításnak volt szerepe, mely a kontinens belső területeiről a falakkal védett városokba és a szigetekre üldözte az embereket. 1557-ben a szerzetesek megkezdték a hívek egyházi szolgálatát, 1603-ban pedig megalapították a helyi plébániát.  1797-ben a Velencei Köztársaság megszűnésével a Habsburg Birodalom része lett. 1806-ban Napóleon csapatai foglalták el és 1813-ig francia uralom alatt állt. Napóleon bukása után ismét Habsburg uralom következett, mely az első világháború végéig tartott. Az első világháború után rövid ideig az Olasz Királyság, ezután a Szerb-Horvát-Szlovén Királyság, majd Jugoszlávia része lett. 1991 óta a független Horvátország része.